# Lasiurus intermedius
Lasiurus intermedius е вид бозайник от семейство Гладконоси прилепи (Vespertilionidae).

## Разпространение
Видът е разпространен в Белиз, Гватемала, Коста Рика, Мексико, Салвадор, САЩ (Алабама, Джорджия, Луизиана, Мисисипи, Северна Каролина, Тексас, Флорида и Южна Каролина) и Хондурас.